# Octonoba biforata
Octonoba biforata es una especie de araña araneomorfa del género Octonoba, familia Uloboridae. Fue descrita científicamente por Zhu, Sha & Chen en 1989.
Habita en China.